# Cora DuBois

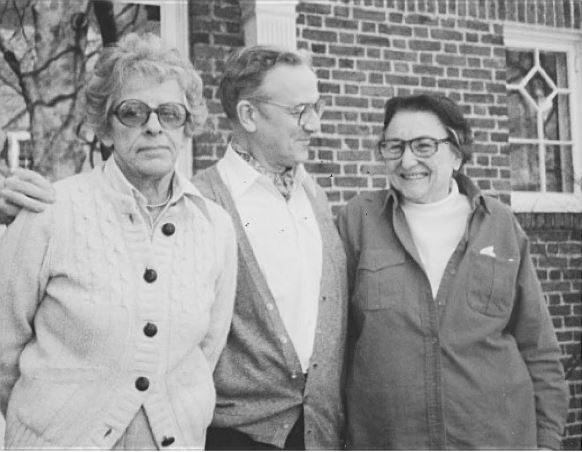
Die Malerin Jeanne Taylor (1912–1992), Gérard Du Bois und Cora Du Bois, 1980

Cora Alice DuBois (* 26. Oktober 1903 in New York; † 7. April 1991 in Cambridge, Massachusetts) war eine amerikanische Kulturanthropologin und Professorin an der Harvard University.
DuBois war wegweisend im Forschungsgebiet „Interkulturelle Kommunikation“ und beschrieb als erste das Phänomen des Kulturschocks.
1955 wurde sie in die American Academy of Arts and Sciences gewählt.

## Schriften (Auswahl)
- The People of Alor. A Social-Psychological Study of an East Indian Island. The University of Minnesota Press, Minneapolis 1944